# Bengt Danielsson
Bengt Emmerik Danielsson (6 de julho de 1921, em Norrköping, Suécia - 4 de julho de 1997, Estocolmo, Suécia) foi um antropólogo e escritor, especialista em cultura polinésia. Foi cônsul sueco na Polinésia Francesa de 1961 a 1978.
Casou-se em 1948 com a francesa Marie-Thérèse Sailley (1923-2003), com quem trabalhou em parceria. Conhecidos como casal Danielssons, elaboraram juntos um dos maiores acervos bibliográficos da Polinésia e registros de pesquisa, que atualmente compõem os arquivos da Universidade de Uppsala.

## Biografia
Nasceu a 6 de julho de 1921 em Krokek, uma pequena aldeia da comuna Norrköping em Östergötland, na Suécia. Era filho do médico Emmerik Danielsson (1875-1927) e Greta, nascida Källgren (1889-1990). Seu pai morreu em um acidente de trânsito quando ele tinha seis anos, e ele cresceu com sua mãe e tia, que encorajavam suas ambições de aventura.
Depois de estudar etnologia e sociologia na Universidade de Uppsala (Suécia) no início dos anos 1940, fez uma viagem de descobertas no pós-guerra para a América do Sul. Ele estava em Lima (Peru) no início de 1947, quando se preparava a expedição Kon-Tiki,, para a qual solicitou e obteve a admissão pelo explorador norueguês Thor Heyerdahl. Nessa expedição, ele entrou em contato com o atol de Raroia, nas ilhas Tuamotu (na época assentamentos franceses chamados de Polinésia Francesa na Oceania).
A expedição Kon-Tiki velejou 7000 quilómetros pelo Oceano Pacífico, desde Callao no Peru até Raroia, uma ilha na Polinésia, em 1947. A viagem foi feita com uma jangada feita de tábuas de madeira, e durou 101 dias, entre abril e agosto. O objetivo da expedição era demonstrar a teoria de Thor Heyerdahl sobre a colonização da Polinésia ter possivelmente sido realizada por via marítima desde a América do Sul, em jangadas idênticas à utilizada durante a expedição. Realizou-se com quatro outros navegadores noruegueses e Bengt foi o único sueco na tripulação, sendo o encarregado da ração de comida diária e intérprete porque era a única pessoa a bordo que falava espanhol. Em 7 de agosto de 1947, o Kon-Tiki encalhou.
Com o final da expedição, Bengt voltou para Lima, e casou-se, em 22 de abril de 1948. com a francesa, então funcionária da Embaixada da França, Marie-Thérèse Sailley (1923-2003) filha do dono da fábrica Abel Sailley e Josephine, nascida Mayer. O casal morou na Polinésia Francesa, primeiro em Raroia, entre 1949 e 1952, onde ele fez pesquisa etnográfica, e no Tahiti a partir de 1953. Concluiu Licenciatura na Universidade de Uppsala, em 1954 e doutoramento em Filosofia e Antropologia em 1955. Sua tese de doutorado sobre o Arquipélago de Tuamotu, apresentada à Universidade de Uppsala em 1955, foi publicada no ano seguinte como Work and Life on Raroia (O Trabalho e a Vida em Raroia).
Bengt Danielsson participou da Expedição Amazônica Sueco-Norueguesa 1946-47, da Expedição Kon -Tiki em 1947, da Expedição Tuamotu entre 1949-51, da Expedição do Pacific Science Board em 1952, da Expedição à Polinésia Ocidental em 1953, da Expedição em torno da Austrália em 1955–56, e da expedição ao Arquipélago da Sociedade em 1957, pela antiga Fundação Vanderbilt, hoje Universidade Vanderbilt. Participou ainda da expedição de TV da Sveriges Radio ao Oceano Pacífico Sul em 1962.
Entre os anos 1950 e 1980, Bengt escreveu, muitas vezes com Marie-Thérèse, várias obras publicadas em livros e roteirizadas em filmes, de conteúdo variado em torno do tema da Polinésia: estudos etnográficos ou históricos, estudos sobre a vida de Gauguin na região, romances infantis, guias de turismo, relatos de viagens e outras obras. Destacou-se popularmente o livro infantil Villervalle i Söderhavet (Villervalle, ilhas esquecidas nos Mares do Sul), que deu origem a uma série na televisão sueca e à seção "Polinésia" na Encyclopédie de la Pléiade (1973), depois de ter escrito o catálogo para uma exposição no Musée de l'Homme em Paris em 1972. Foi correspondente da revista mensal Pacific Islands Monthly.
Seu trabalho mais notável no campo acadêmico, é a participação em Polynesian Memorial, que traça a história da região desde o século XVI. Tornou-se conhecido como um dos principais pesquisadores da Polinésia do mundo. Suas pesquisas produzidas e publicadas constituem patrimônio memorial, são fonte permanente de consulta e exposições, bem como foram e ainda são referência para outros pesquisadores.     
Entre 1952 e 1966, Danielsson foi administrador e curador no Bishop Museum  - Museu de História Natural e Cultural do Havaí Bernice Pauahi Bishop, em Honolulu, no Hawai. Durante a década de 1960, viveu algum tempo na Europa, primeiro para sistematizar suas pesquisas em Londres e depois como diretor do Museu Etnográfico de Estocolmo entre 1966 e 1971. De 1961 a 1978, foi cônsul da Suécia na Polinésia Francesa.
A partir de meados da década de 1960 e, mais intensivamente a partir da década de 1970, o casal Danielsson participou da luta contra os testes nucleares no Oceano Pacífico, especialmente dos franceses nos atóis de Moruroa e Fangataufa, notoriamente com a publicação de Moruroa, mon amour (1974) e de Moruroa, nossa bomba colonial (1993).
Ao ativismo antinuclear, juntou-se o apoio político à reivindicação de independência da Polinésia, com a fundamentada crítica pela destruição da cultura polinésia através do colonialismo. Tal posicionamento causou a ele dificuldades junto às autoridades, em particular a suspensão de seu exequatur como cônsul honorário da Suécia. 
Em contraponto, o casal Danielsson recebeu o prêmio Right Livelihood em Estocolmo, em 1991, por seu trabalho nessas campanhas.
Bengt e Marie-Therese Danielsson foram colaboradores científicos e ativistas do Greenpeace. Seus descendentes atuam como colaboradores na organização até hoje. A organização Greenpeace nasceu em 1971, de um grupo pequeno de doze pessoas a bordo de um velho barco de pesca que partiu de Vancouver, Canadá, rumo ao Ártico, no exato contexto do movimento contra testes nucleares no Alasca.
Embora os franceses tivessem 'governado' a Polinésia Francesa desde 1842, eles tinham pouco uso para as ilhas, que foram, portanto, relativamente intocadas pelo colonialismo até 1963, quando o presidente de Gaulle decidiu usá-las para testes atômicos, tendo sido negado o uso posterior do Sahara pela independência da Argélia em 1962. As ilhas foram subitamente invadidas por tropas francesas, burocratas e outros imigrantes. A economia indígena despencou (da auto-suficiência virtual em 1960, as ilhas agora importam 80 por cento de seus alimentos) e todos os males do mal desenvolvimento apareceram: favelas, desnutrição, congestionamento de trânsito etc. O relato dos Danielssons sobre essa situação foi publicado pela primeira vez em 1974 e, posteriormente, uma versão revisada em 1986 como Poisoned Reign: French Nuclear Colonialism in the Pacific (Penguin, Londres).
Marie-Thérèse tornou-se presidente da Liga das Mulheres Polinésias para a Paz e a Liberdade (seção da WILPF, Liga Internacional de Mulheres pela Paz e Liberdade). No final da década de 1990, participou de ações em prol dos ex-trabalhadores de Moruroa, e seus familiares e esteve presente durante a criação, em julho de 2001, da associação dos ex-trabalhadores das instalações nucleares.
Estes movimentos sociais, apoiados por pesquisadores conscientes, resultaram na assinatura do Tratado de Interdição Completa de Ensaios Nucleares em 10 de setembro de 1996, ou Comprehensive Nuclear-Test-Ban Treaty (CTBT) em inglês, que determinou a proibição completa de testes nucleares no mundo. Não foram testadas mais armas nucleares na Polinésia. A base em Moruroa foi inicialmente desmantelada e, posteriormente, foram construídos memoriais em seus marcos históricos. 
O Fundo Danielsson constitui a coleção mais completa e mais antiga, mas também os mais variados arquivos da Polinésia Francesa. Este tesouro único existe há mais de 35 anos, reunidos pelo casal Marie-Thérèse e Bengt Danielsson.
Os Danielsson tiveram uma filha, Maruia, e adotaram um menino, Matuanui, e a menina Marei. Os nomes foram dados pela tradição das tribos dos atóis de Takume e Raroia, no arquipélago de Tuamotu, há vinte gerações. O nome Maruia significa "o gentil" em polinésio e é o nome de uma lendária chefe feminina pacificadora, representando benevolência e intervindo para que não surgissem dissensões entre seu povo, querendo que a paz estivesse com todos. 
Maruia (1952-1972) faleceu de câncer linfático (leucemia) aos vinte anos, e a causa da doença, recorrente na região, foi a poluição radioativa decorrente dos testes nucleares.
Também sofrendo de câncer, Bengt Danielsson morreu a 4 de Julho de 1997 e foi sepultado no cemitério Östra Tollstad, na comuna de Mjölby, em Östergötland, na Suécia.
Marie-Thérèse, no começo de 2002, de volta ao Taiti após uma estada na França continental e uma visita à Nova Zelândia, sofreu uma hemorragia cerebral (AVC) e morreu em 6 de fevereiro de 2003. Também foi sepultada em Mjölby, com Maruia e Bengt. Um memorial foi ali erguido em 2003.
Conforme a revista on-line Pesquisa FAPESP, edição nº 302, de abril de 2021:
Durante os 41 testes nucleares realizados entre 1966 e 1974 pela França no oceano Pacífico, os habitantes dos arquipélagos da Polinésia Francesa foram expostos a doses de radiação de duas a 20 vezes superiores àquelas estimadas anteriormente pela Comissão de Energia Atômica da França, em 2005. A conclusão consta de uma análise realizada pelo projeto Arquivos Moruroa e divulgada em 9 de março. Os resultados foram apresentados ao público não especializado nas formas de site e livro, produzidos por uma colaboração entre a organização francesa para jornalismo investigativo Disclose, o coletivo de pesquisadores, arquitetos e designers Interprt, ligado à Universidade Norueguesa de Ciência e Tecnologia, e uma equipe de pesquisadores liderada por Sébastien Philippe, do Programa de Ciência e Segurança Global da Universidade de Princeton, nos Estados Unidos. Em um artigo científico, Philippe e colaboradores apresentam os detalhes da análise dos dados registrados durante os testes pelos militares franceses (arXiv.org, 9 de março). A maioria das informações vem de documentos secretos que só vieram a público em 2013. De acordo com a nova estimativa, o número de pessoas com direito à indenização pela lei francesa seria 10 vezes maior do que aquele reconhecido inicialmente pelo governo e somaria cerca de 10 mil pessoas que desenvolveram câncer entre 1975 e 2020.
Há um reconhecimento científico e governamental das consequências nefastas do colonialismo exploratório e dos testes nucleares realizados na região graças, em grande parte, às contribuições de pesquisa de Bengt e às publicações e ativismo de Marie-Thérèse Danielsson    Mas, as reivindicações de ações reparatórias seguem em curso. 
Muitas obras citadas são disponibilizadas por simples solicitação de e-mail no site Arapo, desenvolvido inicialmente por Robert Koenig, amigo do casal, colega da Society for Oceanic Studies, que se comprometeu a dar continuidade ao trabalho de memória dos Danielssons.

## Obras de Bengt e Marie-Thérèse Danielsson

### Publicado em francês
- Marie-Thérèse e Bengt Danielsson, Moruroa, notre bombe colonial, L'Harmattan, Paris, 1993.
- Bengt Danielsson, Papeete, 1818-1990, Papeete, 1990.
- Marie-Thérèse e Bengt Danielsson, Tahiti Anteriormente, Éditions Hibiscus, Papeete, 1982.
- Philippe Mazellier (dir.), Jean-Marie Dallet, Christian Gleizal e Jean-Louis Saquet, Le Mémorial polynesien, volume 6: 1940-1961, Éditions Hibiscus, Papeete, 1977.
- Philippe Mazellier (dir.), Jean-Marie Dallet e Bengt Danielsson, Le Mémorial polynesien, volume 5: 1914-1939, Éditions Hibiscus, Papeete, 1978
- Philippe Mazellier (dir.), Le Mémorial polynesien, volume 4: 1892-1913, Éditions Hibiscus, Papeete, 1978
- Philippe Mazellier (dir.), Eric Monod, Bengt e Marie-Thérèse Danielsson, Le Mémorial polynesien, volume 3: 1864-1891, Éditions Hibiscus, Papeete, 1978
- Philippe Mazellier (dir.), Eric Monod, Bengt e Marie-Thérèse Danielsson, Le Mémorial polynesien, volume 2: 1534-1863, Éditions Hibiscus, Papeete, 1978
- Philippe Mazellier (dir.), Eric Monod, Bengt e Marie-Thérèse Danielsson, Le Mémorial polynesien, volume 1: 1521-1833, Éditions Hibiscus, Papeete, 1978
- Bengt Danielsson, Taiti: guia para passear pela ilha, Pacific Publishing House, Papeete, 1976.
- Marie-Thérèse e Bengt Danielsson, Moruroa, mon amour, Stock, Paris, 1974. Prefácio de Jean-Jacques Servan-Schreiber.
- Marie-Thérèse e Bengt Danielsson, Gauguin à Tahiti, Société des Océanistes (coleção "Arquivos do Taiti"), Paris, 1973.
- Bengt Danielsson, Polinésia, Gallimard (em “Regional Ethnology”, Encyclopédie de la Pléiade), Paris, 1972.
- Marie-Thérèse e Bengt Danielsson, A descoberta da Polinésia, Sociedade dos Amigos do Musée de l'Homme, 1972 (Catálogo da exposição de20 de janeiro no 15 de junho de 1972)
- Anne Lavondès e Bengt Danielsson, Jogos e esportes antigos no Pacífico / Jogos e esportes antigos no Pacífico, Maison de la Culture de Polynesésie française, Papeete, 1971. Bilingue.
- Marie-Thérèse e Bengt Danielsson, Taiti na época de Gauguin, Papeari, 1968.
- Patrick O'Reilly e Bengt Danielsson, Gauguin, jornalista no Taiti e seus artigos no “Guêpes”, Société des Océanistes, Paris, 1966.
- Henry Adams, Memórias de Arii Taimai, Sociedade de Oceanistas, Museu do Homem, 1964. Traduzido do inglês (Memórias de Arii Taimai). Prefácio de Marie-Thérèse e Bengt Danielsson

### Traduzido para o francês
- Marie-Thérèse e Bengt Danielsson, Gauguin no Taiti e nas Ilhas Marquesas, Éditions du Pacifique, Papeete, 1975. (Presses-Pocket (coleção “Agora”), Paris, 1988). Traduzido do sueco (Gauguins Söderhavsår,1964).
- Bengt Danielsson, Le Dernier Rendez-vous d' Eric de Bisschop, Julliard, Paris, 1962. Traduzido do inglês (From Raft to Raft, 1960, do sueco: Det stora vågspelet, 1959)
- Bengt Danielsson, Villervalle dans les mers du sud, Éditions GP (coleção “Rouge et Or”), Paris, 1960. Traduzido do sueco (Villervalle i Söderhavet, 1957).
- Marie-Thérèse e Bengt Danielsson, Expedition boumerang, Albin Michel, Paris, 1960. Romance traduzido do sueco (Bumerang, 1956).
- Bengt Danielsson, L'Amour dans les mers du Sud, Stock, Paris, 1957. Traduzido do inglês (Love in the South Seas, 1956, do sueco: Söderhavskärlek, 1954).
- Bengt Danielsson, Raroia, trabalho e vida em um atol de Tuamotu, estudo de aculturação na Oceania Francesa, edição eletrônica Arapo.org, Papeete, 2004. Traduzido do inglês:
- Bengt Danielsson, Work and Life on Raroia. Um Estudo de Aculturação do Grupo Tuamotu, Polinésia Francesa, Almqvist & Wiksells, Uppsala, 1955; Saxon & Lindström, Estocolmo, 1955; Allen e Unwin, Londres, 1956; MacMillan, New-York, 1956. Tese de doutorado (Ph. D.).
- Bengt Danielsson (tradução do sueco), [“Den Lyckliga Ön”], Paris, Albin Michel, 1953

### Publicado em inglês não traduzido para o francês
- Bengt Danielsson, O Bicentenário do Capitão Cook: duas exposições e três artigos, Museu Nacional de Etnografia, Estocolmo, 1969.
- Bengt Danielsson, O que aconteceu no Bounty, Allen & Unwin, Londres, 1963. Traduzido do sueco (Med Bounty til Söderhavet, 1962).
- Bengt Danielsson, Ilhas Esquecidas dos Mares do Sul, Allen & Unwin, Londres, 1957. Traduzido do sueco (Söderhavets glömda öar, 1956).
- Bengt Danielsson, Raroian Culture (anexado a: Norman Dewell, Expedition to Raroia), National Academy of Sciences (coleção "Atoll research bulletin"), Washington, 1954.
- Danielsson, Bengt, Atol da Economia de Raroia, arquipélago de Tuamotu, Bernice P. Bishop Museum, Honolulu, 1953. Mimeografado.

Alguns outros livros de Bengt Danielsson foram publicados apenas em sueco.